# Caius Calpurnius Piso (consul en -67)
Pour les articles homonymes, voir Caius Calpurnius Piso et Calpurnius Piso.
Caius Calpurnius Piso est consul en 67 av. J.-C., il fut accusé de détournement par César et défendu par Cicéron.